# Vườn quốc gia Greenmount
Vườn quốc gia Greenmount là một vườn quốc gia ở Tây Úc, Úc. Nó nằm cách Perth 22 km về phía đông.